# Herman Nohl
Herman Nohl (Berlino, 7 ottobre 1879 – Gottinga, 27 settembre 1960) è stato un filologo tedesco.
Allievo di Wilhelm Dilthey, divenne nel 1920 docente all'Università di Gottinga. A lui va il grande merito di aver riscoperto e pubblicato, nel 1907, gli scritti giovanili di Hegel.
Fu uno dei più grandi esperti di estetica e pedagogia della sua epoca.